# Романо, Гвидо
Гвидо Романо (итал. Guido Romano; 31 января 1888, Модена, Эмилия-Романья — 18 июня 1916, Азиаго, Венеция) — итальянский гимнаст, чемпион летних Олимпийских игр 1912 года в командном первенстве.
Дебютировал на летних Олимпийских играх 1908 года, но занял 19-е место в личном первенстве. На летней Олимпиаде 1912 года в личном первенстве улучшил свой результат, заняв итоговое 9-е место, а в командном первенстве одержал уверенную победу.
Участник Первой мировой войны. Погиб в битве при Асиаго.